# تاريخ بنما (1821–1903)
تاريخ بنما (1821–1903) وهي سلسلة من الأحداث والوقائع التا ريخية والسياسية التي مرت بها البلاد من غاية إستقلالها عن إسبانيا لغاية إستقلالها عن كولومبيا عام 1903

## الاستقلال

### عن إسبانيا

سيمون بوليفار

بقيت بنما معقلًا ملكيًا وموقعًا استيطانيًا حتى عام 1821 (عام ثورة بنما ضد إسبانيا). بدأت مدينة بنما على الفور بالتخطيط لإعلان الاستقلال، ولكن مدينة لوس سانتوس استبقت هذه الخطوة بإعلان التحرر من إسبانيا في 10 نوفمبر 1821. أدى هذا التصرف إلى عقد اجتماع في مدينة بنما في 28 نوفمبر، ويحتفل بهذا التاريخ باعتباره تاريخًا رسميًا للاستقلال. وتلت ذلك الاجتماع مناقشة كبيرة حول بقاء بنما جزءًا من كولومبيا (التي كانت تشمل آنذاك البلد الحالي وفنزويلا) أو اتحادها مع البيرو. أما أسقف بنما -وهو مواطن أصلي من البيرو أدرك الروابط التجارية التي يمكن تطويرها مع بلاده- فقد طالب بالحل الأخير وهو الاتحاد مع البيرو ولكن لم يجري التصويت لصالحه. ثم رُفض مسار ثالث محتمل، وهو الاتحاد مع المكسيك، وكان قد اقترحه مبعوثون من ذلك البلد.
وهكذا أصبحت بنما جزءًا من كولومبيا، وحُكمت بموجب دستور كوكوتا لعام 1821، وعُينت كدائرة ذات مقاطعتين، هما بنما وفيراغواس. مع إضافة الإكوادور إلى المنطقة المحررة، أصبحت البلاد بأكملها تعرف باسم كولومبيا الكبرى. وأرسلت بنما قوة من 700 رجل للانضمام إلى سيمون بوليفار في البيرو، حيث استمرت حرب الاستقلال البيروفية.
فشل إنهاء الأعمال العدائية ضد الملكيين في عام 1824 في جلب الاستقرار إلى كولومبيا الكبرى. ثم وُضع الدستور الذي صاغه بوليفار لبوليفيا من أجل اعتماده في كولومبيا الكبرى. وانقسمت الدولة بشكل أساسي حول اقتراح أن الرئيس سيخدم مدى الحياة. ولن يكون الرئيس مسؤولا أمام السلطة التشريعية وسيكون له سلطة اختيار نائبه. أما الشروط الأخرى التي كانت مركزية في توجهها، لم تعجب البعض، وقد أراد البعض الأخر نظامًا ملكيًا. نجت بنما من العنف المسلح بسبب المسألة الدستورية ولكنها انضمت إلى مناطق أخرى في التماس بوليفار لتولي سلطات ديكتاتورية حتى يمكن عقد المؤتمر. أعلنت بنما عن اتحادها مع كولومبيا الكبرى باعتبارها «دولة هانزية»، أي منطقة مستقلة ذات امتيازات تجارية خاصة حتى عقد المؤتمر.
في عام 1826، كرّم بوليفار بنما عندما اختارها كموقع لمؤتمر المستعمرات الإسبانية المحررة حديثًا. اعتبر العديد من قادة الثورات في أمريكا اللاتينية أن إنشاء حكومة واحدة للمستعمرات الإسبانية السابقة هو النتيجة الطبيعية لطرد المستوطنين الإسبان من شبه الجزيرة. اقترح كل من خوسيه دي سان مارتين وفرنسيسكو دي ميراندا إنشاء ملكية واسعة واحدة يحكمها إمبراطور ينحدر من الإنكا. ولكن كان بوليفار هو الذي أقدم على أكثر محاولة جدية لتوحيد الجمهوريات الأمريكية الإسبانية.
على الرغم من أن الرابطة أو الاتحاد الذي تصوره بوليفار كان لتعزيز نِعم الحرية والعدالة، كان الهدف الأساسي هو ضمان استقلال المستعمرات السابقة من تجدد الهجمات من قبل إسبانيا وحلفائها. وطلب بوليفار حماية بريطانيا لتحقيق ذلك المسعى. وكان مترددًا بدعوة ممثلين للولايات المتحدة، حتى بصفة مراقبين، إلى مؤتمر المفوضين خشية أن يضر تعاونهم بموقف الرابطة مع البريطانيين. إضافة إلى ذلك، شعر بوليفار أن حياد الولايات المتحدة في الحرب بين إسبانيا ومستعمراتها السابقة سيجعل تمثيلها غير مناسب. مثلما أن العبودية في الولايات المتحدة ستكون عقبة في مناقشة إلغاء تجارة العبيد الأفارقة. ولكن رضخ بوليفار عندما دعت حكومات كولومبيا والمكسيك وأمريكا الوسطى الولايات المتحدة لإرسال مراقبين.
على الرغم من الانعكاسات الكبيرة لمبدأ مونرو، لم يكن الرئيس جون كوينسي آدامز ميالًا -في قراره إرسال مندوبين إلى مؤتمر بنما- لإلزام الولايات المتحدة بالدفاع عن جيرانها الجنوبيين. أمر آدامز مندوبيه بالامتناع عن المشاركة في المداولات المتعلقة بالأمن الإقليمي والتأكيد على مناقشات الحياد البحري والتجارة. ومع ذلك، عارض العديد من أعضاء كونغرس الولايات المتحدة المشاركة تحت أي ظرف من الظروف. في الوقت الذي جرت فيه الموافقة على المشاركة، لم يكن لدى الوفد وقت للوصول إلى المؤتمر. وقد أرسل البريطانيون والهولنديون ممثلين غير رسميين.
حضر مؤتمر بنما -الذي انعقد في يونيو وعُلق في يوليو 1826- أربع دول أمريكية هي المكسيك وأمريكا الوسطى وكولومبيا والبيرو. وكانت معاهدة الاتحاد والرابطة والكونفدرالية الدائمة التي وُضعت في هذا المؤتمر ستلزم جميع الأطراف بالدفاع المشترك والتسوية السلمية للنزاعات. ونظرًا لخوف البعض من أن العناصر الملكية المتعاطفة مع إسبانيا وحلفائها قد تستعيد السيطرة على إحدى الجمهوريات الجديدة، تضمنت المعاهدة نصًا يفيد بأنه إذا غيرت الدولة العضو بشكل كبير شكل حكومتها، سيجري استبعادها من الاتحاد، ويمكن إعادة قبولها فقط بموافقة جماعية من جميع الأعضاء الآخرين.
كانت كولومبيا الوحيدة التي أقرت هذه المعاهدة ولم تصبح سارية المفعول. أعلن بوليفار -بعد أن قام بالعديد من المحاولات العقيمة لتأسيس اتحادات أصغر- قبل وفاته بقليل في عام 1830 أن «أمريكا لا يمكن السيطرة عليها؛ وأولئك الذين خدموا الثورة كأنهم حرثوا البحر». على الرغم من خيبة أمله، فإنه لم يرَ حماية الولايات المتحدة كبديل لترتيبات الأمن الجماعي بين الدول الناطقة بالإسبانية. في الواقع، يُنسب إليه قوله «يبدو أن مصير الولايات المتحدة محتوم باتجاه نحو البؤس، لكن باسم الحرية».
حدثت ثلاث محاولات فاشلة لفصل البرزخ عن كولومبيا بين عامي 1830 و1840. المحاولة الأولى كانت من قبل حاكم بنما بالوكالة الذي عارض سياسات الرئيس، لكن الزعيم البنمي أعاد دمج دائرة بنما بناءً على تشجيع بوليفار، حين كان على فراش الموت. أما المحاولة الثانية للانفصال كانت مخططًا لديكتاتور لا يحظى بتأييد شعبي، وسرعان ما أطيح به وأعدم. وأعلنت الجمعية الشعبية محاولة الانفصال الثالثة، كاستجابة للحرب الأهلية في كولومبيا، لكن استُعيدت السيطرة عليها بعد عام من ذلك.

### عن كولومبيا
إستقلت عن كولومبيا عام 1903